# Privat-Brauerei Hohenfelde
La Privat-Brauerei Hohenfelde est une brasserie à Langenberg, dans le Land de Rhénanie-du-Nord-Westphalie (Allemagne).

## Histoire
La brasserie est fondée en 1845 par le bailli royal de Prusse Konrad Hermann Lappmann avec le nom de "Bayerische und Exportbrauerei" sur le domaine "Hohenfelde". Lappmann embauche un maître brasseur franconien, Johann Dittmann. Une Schwarzbier et une Braunbier sont produites. Dittmann devient plus tard un concurrent de la Brauerei Dittmann, créée en 1867 et disparu en 1974, qui produisait également à Langenberg.
En 1861, Lappmann loue sa brasserie, désormais sensiblement agrandie, et se rend dans la province de Saxe en tant que juge. Après sa mort en 1874, et surtout depuis 1881 sous la direction du maître brasseur et plus tard propriétaire Hermann Schütze, la brasserie devient une entreprise importante.

## Production
La brasserie produit sous la marque de bière Hohenfelder :
Bières
- Hohenfelder Pilsener
- Hohenfelder Type 5 (Spezial-Pilsener)
- Hohenfelder Weizen
- Hohenfelder Kellerbier (naturellement trouble)
- Hohenfelder Dunkel
- Hohenfelder Radler (pils à la limonade)
- Hohenfelder Natur-Radler (pils avec limonade naturellement trouble)
- Hohenfelder Bronx (pils avec Cola)
- Hohenfelder Flieger (pils avec limonade orange-mandarine)
- Käthes Helle Freude (uniquement dans certains magasins)
- Hubert's Dark Wonder (uniquement dans les magasins sélectionnés)
- Hohenfelder Winterbock (bock, de saison).

Boissons gazeuses non alcoolisées
- Hohenfelder Fassbrause No. 1 (Citron)
- Hohenfelder Pilsener sans alcool
- Hohenfelder Natur-Radler sans alcool (pils sans alcool avec limonade)
- Blé Hohenfelder sans alcool
- Hohenfelder Double Malt (Malztrunk)
- Hohenfelder Fresh Mix (Spezi)

Marques dont la production est arrêtée
- Hohenfelder Doppelbock
- Exportation Hohenfelder
- Hohenfelder Maximum (bière forte)
- Hohenfelder Maibock (bock)
- Hohenfelder Lenzbock (bock)
- Hohenfelder Wintertraum (bière brune de Noël)
- Lappmann's Dunkel (bière brune, brassée à l'occasion du 150e anniversaire de l'entreprise en 1994 selon une recette de brassage à peu près ancienne)
- Leo's Amber (de couleur ambre, naturellement trouble à l'occasion du Landesgartenschau 2008 à Rietberg)
- Hohenfelder Marula (bière avec boisson gazeuse à base de marula)
- Hohenfelder Bali (bière blanche avec limonade banane-lime).